# Pilea gallowayana
Pilea gallowayana är en nässelväxtart som beskrevs av Ellsworth Paine Killip. Pilea gallowayana ingår i släktet pileor, och familjen nässelväxter. Inga underarter finns listade i Catalogue of Life.